# Maria Branyas
Maria Branyas Morera (São Francisco, 4 de março de 1907 – Olot, 19 de agosto de 2024) foi uma supercentenária espanhola nascida nos Estados Unidos. Morreu aos 117 anos e 168 dias, sendo a pessoa viva mais velha do mundo na data da sua morte.

## Primeiros anos
Nasceu em São Francisco, na Califórnia, em uma família catalã expatriada que se mudou para os Estados Unidos, em 1906, um ano antes dela nascer. Mais tarde, eles se mudaram para o Texas e Nova Orleans, onde seu pai, Josep, que trabalhava como jornalista, fundou a revista em espanhol Mercurio. Após ele falir e seguindo a recomendação de um médico em meio ao declínio de sua saúde, a família decidiu retornar à Catalunha, em 1915. Por causa da presença naval alemã no Oceano Atlântico durante a Primeira Guerra Mundial, seu barco teve que passar por Cuba e pelos Açores para garantir uma passagem segura. Brincando com seus irmãos, Branyas caiu do convés superior para o convés inferior, perdendo a audição em um ouvido. O pai de Branyas morreu de tuberculose durante a viagem e sua mãe se casou novamente. A família estabeleceu-se primeiro em Barcelona e, posteriormente, mudou-se para Banyoles.

## Vida
Em julho de 1931, Branyas casou-se com Joan Moret, médico especialista em traumatologia, com quem teve três filhos. O casamento aconteceu em Santuari dels Àngels, um santuário no topo de uma colina que nenhum dos dois havia visitado antes, e foi adiado no dia em que o padre destinado ao ofício havia morrido.
Ela trabalhou ao seu lado como enfermeira durante a Guerra Civil Espanhola, trabalhando em um hospital de campanha em Trujillo, Extremadura. Mais tarde, eles viveram em Girona. Moret tornou-se o líder regional da Obra de 18 de julho, uma organização de saúde na Espanha franquista, e foi diretor do Hospital Josep Trueta, em Girona, de 1972 a 1974. Branyas trabalhava como enfermeira e assistente de seu marido. Ele morreu de ataque cardíaco, em 1976.
Na década de 1990, já com oitenta anos, Branyas viajou para o Egito, Itália, Países Baixos e Inglaterra, e começou a costura, música e leitura. Ela tem onze netos, e presenciou a morte de seu filho mais velho, August, que morreu em um acidente de trator aos 86 anos.

## Saúde e longevidade
Em 2000, aos 92 anos, mudou-se para uma casa de repouso em Olot, na Catalunha, após contrair pneumonia. Até a sua mobilidade se deteriorar, era uma residente ativa, tocava piano e fazia ginástica. Leva uma vida tranquila e simples e raramente sai de seu quarto. Nunca fumou, bebeu álcool ou fez dieta e atribui sua saúde a bons genes. Sofria de surdez.
Em março de 2020, se tornou a pessoa mais velha a se recuperar do COVID-19. Em entrevista ao The Observer, pediu um melhor tratamento para os idosos: “Esta pandemia revelou que os idosos são os esquecidos da nossa sociedade. Eles lutaram a vida inteira, sacrificaram tempo e seus sonhos pela qualidade de vida de hoje. Eles não mereciam deixar o mundo desta forma".
Em julho de 2020, uma pesquisa catalã sobre o impacto da pandemia de coronavírus em residentes de lares de idosos, liderada pelo Conselho Superior de Investigações Científicas e a Dalt Pharmacy, foi chamado Proyecto Branyas em sua homenagem.
Após a morte de Lucile Randon, a irmã André, da França, em 17 de janeiro de 2023, se tornou a pessoa viva mais velha do mundo.
Morreu enquanto dormia, segundo a família, em 19 de agosto de 2024, aos 117 anos.